# Ramona Bachmann
Pour les articles homonymes, voir Bachmann.
Ramona Bachmann, née le 25 décembre 1990 à Malters, est une footballeuse internationale suisse évoluant au poste d'attaquante au Dash de Houston.

## Carrière
Ramona Bachmann joue en catégories de jeunes au FC Malters. À l'âge de 15 ans, elle rejoint le SC LUwin.ch. Cette année-là, elle joue la Coupe du monde des moins de 20 ans 2006.
En avril 2007, elle signe à l'Umeå IK en Suède. Elle y remporte deux fois le championnat de Suède, en 2007 et en 2008 et la supercoupe de Suède 2008. Lors du Championnat d'Europe des moins de 19 ans 2009 au cours duquel la Suisse atteint les demi-finales, elle est désignée meilleure joueuse par l'UEFA.
Elle part ensuite aux États-Unis et joue toute l'année 2010 au Beat d'Atlanta et joue la Coupe du monde des moins de 20 ans 2010. Elle retourne à Umeå en 2011.
En 2011, Ramona Bachmann est désignée joueuse de l'année en Suède.
Elle évolue ensuite jusqu'en 2015 au FC Rosengård, remportant deux titres de champion de Suède. Elle rejoint en 2015 le VfL Wolfsburg.
Le 6 décembre 2016, elle rejoint Chelsea.
En 2020, elle rejoint le Paris Saint-Germain.

## Palmarès
- Championne de Suède en 2007 et 2008 avec l'Umeå IK et en 2013 et 2014 avec le FC Rosengård
- Championne d'Angleterre en 2017.
- Vainqueur de la Coupe d'Angleterre en 2018.

## Vie privée
En 2015, lors du Mondial, Ramona Bachmann fait son coming out en tant que lesbienne en révélant vivre depuis 1 an avec sa petite amie Camille,,.
Elle a été en couple durant 3 ans avec Alisha Lehmann, attaquante du West Ham United Ladies Football Club et également joueuse de l'équipe suisse. Elles annoncent leur séparation en mars 2021. Aujourd'hui elle est mariée avec la danseuse française Charlotte Baret.

## Statistiques
| Saison                | Club                  | Championnat           | Championnat | Championnat | Coupe(s) nationale(s) | Coupe(s) nationale(s) | Supercoupe | Supercoupe | Compétition(s) continentale(s) | Compétition(s) continentale(s) | Compétition(s) continentale(s) | Total | Total |
| Saison                | Club                  | Division              | M.          | B.          | M.                    | B.                    | M.         | B.         | Comp.                          | M.                             | B.                             | M.    | B.    |
| 2007                  | Umeå IK               | Damallsvenskan        |             |             |                       |                       | -          | -          | C1                             | 2                              | 0                              | 2     | 0     |
| 2008                  | Umeå IK               | Damallsvenskan        | 17          | 5           |                       |                       | -          | -          | C1                             | 9                              | 1                              | 26    | 6     |
| 2009                  | Umeå IK               | Damallsvenskan        | 19          | 14          | 3                     | 2                     | -          | -          | C1                             | 6                              | 4                              | 28    | 20    |
| 2009                  | Umeå IK               | Damallsvenskan        | -           | -           | -                     | -                     | -          | -          | C1                             | 3                              | 3                              | 3     | 3     |
| Sous-total            | Sous-total            | Sous-total            | 36+         | 19          | 3+                    | 2                     | -          | -          | -                              | 20                             | 8                              | 59    | 29    |
| 2010                  | Beat d'Atlanta        | WPS                   | 10          | 1           | -                     | -                     | -          | -          | -                              | -                              | -                              | 10    | 1     |
| Sous-total            | Sous-total            | Sous-total            | 10          | 1           | -                     | -                     | -          | -          | -                              | -                              | -                              | 10    | 1     |
| 2011                  | Umeå IK               | Damallsvenskan        | 21          | 13          | 1                     | 2                     | -          | -          | -                              | -                              | -                              | 22    | 15    |
| Sous-total            | Sous-total            | Sous-total            | 21          | 13          | 1                     | 2                     | -          | -          | -                              | -                              | -                              | 22    | 15    |
| 2012                  | LdB FC Malmö          | Damallsvenskan        | 21          | 15          | 3                     | 0                     | 1          | 1          | C1                             | 2                              | 0                              | 27    | 16    |
| 2013                  | LdB FC Malmö          | Damallsvenskan        | 21          | 10          | -                     | -                     | -          | -          | C1                             | 5                              | 0                              | 26    | 10    |
| 2014                  | FC Rosengård          | Damallsvenskan        | 19          | 11          | 2                     | 5                     | -          | -          | C1                             | 4                              | 3                              | 25    | 19    |
| 2015                  | FC Rosengård          | Damallsvenskan        | 13          | 9           | 4                     | 2                     | -          | -          | C1                             | 6                              | 0                              | 23    | 11    |
| Sous-total            | Sous-total            | Sous-total            | 74          | 45          | 9                     | 7                     | 1          | 1          | -                              | 17                             | 3                              | 101   | 56    |
| 2015-2016             | VfL Wolfsburg         | Frauen-Bundesliga     | 19          | 4           | 4                     | 0                     | -          | -          | C1                             | 9                              | 2                              | 32    | 6     |
| 2016-2017             | VfL Wolfsburg         | Frauen-Bundesliga     | 5           | 1           | -                     | -                     | -          | -          | C1                             | 1                              | 0                              | 6     | 1     |
| Sous-total            | Sous-total            | Sous-total            | 24          | 5           | 4                     | 0                     | -          | -          | -                              | 10                             | 2                              | 38    | 7     |
| Print. 2017           | Chelsea               | FA WSL                | 8           | 3           | -                     | -                     | -          | -          | -                              | -                              | -                              | 8     | 3     |
| 2017-2018             | Chelsea               | FA WSL                | 12          | 0           | 4                     | 1                     | -          | -          | C1                             | 7                              | 2                              | 23    | 3     |
| 2018-2019             | Chelsea               | FA WSL                | 16          | 3           | 4                     | 2                     | -          | -          | C1                             | 7                              | 1                              | 27    | 6     |
| 2019-2020             | Chelsea               | FA WSL                | 12          | 1           | 5                     | 0                     | -          | -          | -                              | -                              | -                              | 17    | 1     |
| Sous-total            | Sous-total            | Sous-total            | 48          | 7           | 13                    | 3                     | -          | -          | -                              | 14                             | 3                              | 75    | 13    |
| 2019-2020             | Paris Saint-Germain   | Division 1            | -           | -           | 2                     | 0                     | -          | -          | C1                             | 2                              | 0                              | 4     | 0     |
| 2020-2021             | Paris Saint-Germain   | Division 1            | 14          | 2           | 1                     | 0                     | -          | -          | C1                             | 7                              | 1                              | 22    | 3     |
| 2021-2022             | Paris Saint-Germain   | Division 1            | 16          | 3           | 3                     | 0                     | -          | -          | C1                             | 9                              | 4                              | 28    | 7     |
| 2022-2023             | Paris Saint-Germain   | Division 1            | 20          | 7           | 3+1                   | 0                     | -          | -          | C1                             | 10                             | 2                              | 34    | 9     |
| 2023-2024             | Paris Saint-Germain   | Division 1            | 10          | 0           | 0+1                   | 0                     | -          | -          | C1                             | 6                              | 0                              | 17    | 0     |
| Sous-total            | Sous-total            | Sous-total            | 60          | 12          | 11                    | 0                     | -          | -          | -                              | 34                             | 7                              | 105   | 19    |
| Total sur la carrière | Total sur la carrière | Total sur la carrière | 273         | 102         | 42                    | 14                    | 1          | 1          | -                              | 95                             | 23                             | 411   | 140   |